# 阔叶风车子
阔叶风车子（学名：Combretum latifolium）是使君子科风车子属的植物。分布于泰国、斯里兰卡、印度、柬埔寨、越南、老挝、马来西亚、印度尼西亚、缅甸以及中国大陆的云南等地，生长于海拔540米至1,000米的地区，多生长于林中，目前尚未由人工引种栽培。